# Molson Indy Vancouver 1991
Moslon Indy Vancouver 1991 var ett race som var den trettonde deltävlingen i PPG IndyCar World Series 1991. Racet kördes den 1 september på Vancouvers gator. Michael Andretti tog sin femte seger för säsongen, och tog in ytterligare poäng på mästerskapsledande Bobby Rahal, även om denne slutade tvåa. Al Unser Jr. kom på tredje plats.

## Slutresultat
| Plats | Förare                | Team                     | Grid | Kvaltid  |
| ----- | --------------------- | ------------------------ | ---- | -------- |
| 1     | Michael Andretti      | Newman/Haas Racing       | 1    | 57,385   |
| 2     | Bobby Rahal           | Galles-Kraco Racing      | 2    | 57,519   |
| 3     | Al Unser Jr.          | Galles-Kraco Racing      | 3    | 57,942   |
| 4     | Mario Andretti        | Newman/Haas Racing       | 10   | 59,037   |
| 5     | Scott Pruett          | Truesports Co.           | 5    | 58,339   |
| 6     | Rick Mears            | Marlboro Team Penske     | 7    | 58,660   |
| 7     | John Andretti         | Hall/VDS Racing          | 8    | 58,762   |
| 8     | Scott Goodyear        | UNO Racing               | 12   | 59,562   |
| 9     | Danny Sullivan        | Patrick Racing           | 9    | 58,964   |
| 10    | Scott Brayton         | Dick Simon Racing        | 14   | 1.00,825 |
| 11    | Jeff Andretti         | Bruce Leven Racing       | 17   | 1.01,597 |
| 12    | Eddie Cheever         | Chip Ganassi Racing      | 11   | 59,173   |
| 13    | Ross Bentley          | Dale Coyne Racing        | 19   | 1.03,888 |
| 14    | Ted Prappas           | P.I.G. Racing            | 16   | 1.01,215 |
| 15    | John Jones            | Arciero Racing           | 18   | 1.03,458 |
| 16    | Hiro Matsushita       | Dick Simon Racing        | 13   | 1.00,552 |
| 17    | Emerson Fittipaldi    | Marlboro Team Penske     | 4    | 58,198   |
| 18    | Tony Bettenhausen Jr. | Bettenhausen Motorsports | 21   | 1.05,211 |
| 19    | Arie Luyendyk         | Vince Granatelli Racing  | 6    | 58,550   |
| 20    | Jeff Wood             | Euromotorsport           | 22   | -        |
| 21    | Willy T. Ribbs        | Walker Racing            | 15   | 1.10,170 |
| 22    | Nicola Marazzo        | Euromotorsport           | 20   | 1.05,276 |